# Nicholas Negroponte
Nicholas Negroponte   (Nova York, 1 de desembre de 1943) és un informàtic nord-americà d'origen grec. És el fundador i director del Media Lab, un laboratori i think-tank de disseny del Massachusetts Institute of Technology (MIT) i en el qual fou professor des de 1966 fins al 2019. En 1992, es va implicar en la creació de la revista especialitzada en informàtica Wired Magazine com inversor minorista.
És l'impulsor del projecte que pretén produir ordinadors portàtils de baix cost (100 dòlars), per a disminuir l'escletxa digital en els països menys desenvolupats. Projecte que va presentar en 2005 en el Fòrum econòmic mundial de Davos. D'aquesta manera, la fundació Un ordinador per a cada nen, iniciada per Negroponte i altres membres del Media Lab, pretén desenvolupar l'ús de la informàtica i Internet en països poc desenvolupats.
És germà de John Negroponte, membre del Consell d'Intel·ligència Nacional dels Estats Units. Autor del llibre Being digital (1995), traduït com Ésser digital o Món digital, en el qual fa un paral·lelisme entre el món real compost d'àtoms i el món informàtic compost de bits.